# テルヒーン・ツァガーン湖
座標: 北緯51度06分 東経100度30分 / 北緯51.100度 東経100.500度

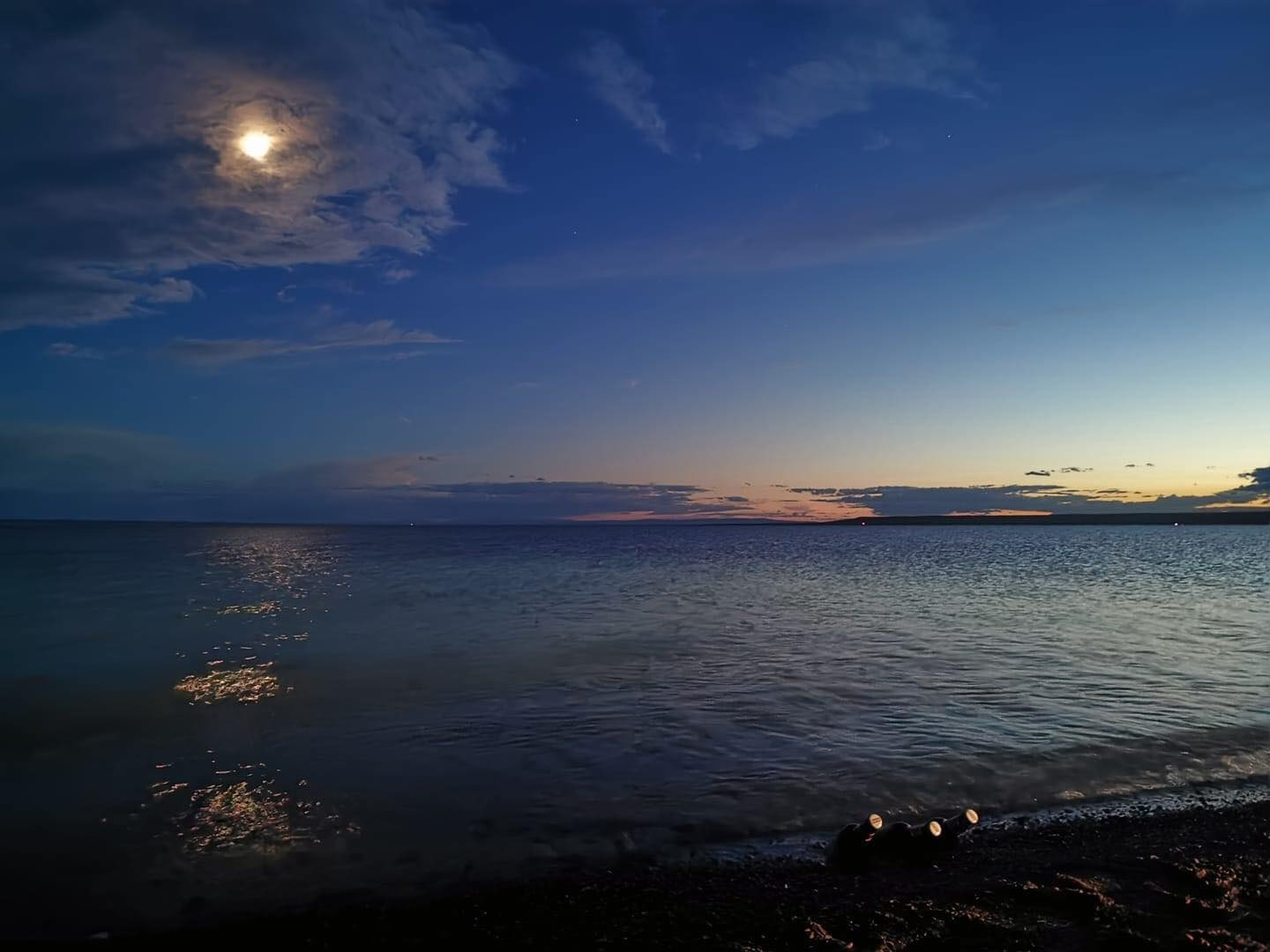
テルヒーン・ツァガーン湖

テルヒーン・ツァガーン湖（テルヒーン・ツァガーン・ノール、モンゴル語: Тэрхийн Цагаан нуур, 英語: Terkhiin Tsagaan Lake）は、モンゴル国中央部のハンガイ山脈中にある湖。「ツァガーン」はモンゴル語で「白」を意味し、欧米では「ホワイトレイク」としても知られる。
ハンガイ山脈を源流とする流れが火山活動で溶岩にふさがれてできた湖で、周囲の火山とともに国の保護地に指定されている。風光明媚な場所として知られており、モンゴル国内外を問わず人気のある観光名所の一つである。近隣には死火山のクレーターがある他、「フンの石人」と呼ばれる匈奴時代に作られた石像が存在する。
テルヒーン・ツァガーン湖からはソマン川が流れており、ソマン川はセレンゲ川の支流の一つチョロート川に合流する。
1998年にラムサール条約登録地となった。